# Dunedinia denticulata
Dunedinia denticulata är en spindelart som beskrevs av Alfred Frank Millidge 1988. Dunedinia denticulata ingår i släktet Dunedinia och familjen täckvävarspindlar. Inga underarter finns listade i Catalogue of Life.